# Vĩnh Hạo
Vĩnh Hạo (chữ Hán: 永皓; 22 tháng 12 năm 1755 – 21 tháng 12 năm 1788) là một Quận vương nhà Thanh trong lịch sử Trung Quốc, thuộc Tương Bạch kỳ Đệ nhất tộc.

## Cuộc đời
Vĩnh Hạo sinh vào giờ Thìn, ngày 20 tháng 11 (âm lịch) năm Càn Long thứ 20 (1755), trong gia tộc Ái Tân Giác La. Ông là con trai thứ mười của Hằng Khác Thân vương Hoằng Chí, mẹ ông là Thứ Phúc tấn Thạch Giai thị (石佳氏). Sau ông xin gia phong cho mẹ thành Trắc Phúc tấn.
Năm Càn Long thứ 40 (1775), tháng 10, phụ thân ông qua đời, ông được tập tước Hằng Thân vương đời thứ 3, nhưng Hằng vương phủ không phải thừa kế võng thế, nên ông chỉ được phong làm Hằng Quận vương (恆郡王). Năm thứ 51 (1786), ông được giao quản lý Tương Bạch kỳ Giác La học. Năm thứ 53 (1788), tháng 11, ông qua đời, thọ 34 tuổi, được truy thụy Hằng Kính Quận vương (恆敬郡王). Ông lúc sinh thời có hai người con trai, nhưng không may cả hai đều chết yểu, nên tước vị sẽ do Vĩnh Trạch – con trai của Dĩ cách Thế tử Cung Khác Bối lặc Hoằng Thăng tập tước Hằng Thân vương đời thứ 5, hàng tập Bối tử. Hoằng Thăng cũng theo đó mà được truy phong làm Hằng Thân vương đời thứ 4.

## Gia quyến

### Thê thiếp
- Nguyên phối: Y Lạp Lan thị (伊拉喇氏), con gái của Tổng binh Y Thường A (伊常阿).
- Kế thất: Y Nhĩ Căn Giác La thị (伊爾根覺羅氏), con gái của Phó Đô thống Tát A Đại (薩阿岱).
- Trắc Phúc tấn: Trương Giai thị (張佳氏), con gái của Hữu Nghĩa (有義).

### Hậu duệ

#### Con trai
1. Trưởng tử (1782 – 1782), mẹ là Trắc Phúc tấn Trương Giai thị. Chết yểu.
2. Miên Xiển (綿闡; 1788 – 1790), mẹ là Trắc Phúc tấn Trương Giai thị. Di phúc tử, sinh ra sau khi Vĩnh Hạo qua đời. Chết yểu.[2]

#### Con thừa tự
1. Miên Hoài (綿懷; 1770 – 1814), là con trai thứ ba của Phụng quốc Tướng quân Vĩnh Huân (永勳) – anh trai của Vĩnh Hạo. Được phong làm Phó Đô thống (副都統). Có hai con trai.
  1. Trưởng tử: Dịch Lễ (奕禮, 1792 – 1849), tập tước Hằng Thân vương đời thứ 9.
  2. Thứ tử: Dịch Hi (奕禧, 1803 – 1842).